# 渥德星球
〈渥德星球〉（英語：Planet of the Ood）是英國科幻電視劇《異世奇人》系列4的第3集，2008年4月19日在BBC One播出。這集的編劇是基恩·唐普爾，並由格雷姆·哈珀執導。演員方面，除了固有的大衛·田納特繼續飾演博士和嘉芙蓮·塔特扮演當娜·諾布外，田·麥克納尼詮演的艾利斯·夏賓也有不少戲份。
此集講述博士和當娜來到公元4126年的渥德星人繁育星球，二人發現傳言中以服務人類為樂的渥德星人被商人艾利斯·夏賓移除本性，以當作商品般販賣。未幾，這些渥德星人在不明的原因下狂性大發，以試反抗人類對他們的控制。最終，在博士、當娜和研究員瑞德的幫助下，渥德星人得到解脫。然而，渥德星人的長老們卻預言博士的歌聲「將會結束」。
這是渥德星人繼〈不可能的星球〉／〈撒旦坑〉合集後再次登場。在這部合集中，一眾渥德星人死於非命令觀眾留下深刻印象。受這一點影響，《異世奇人》的執行製作人拉塞爾·T·戴維斯決定將這外星人重新帶入劇中，使觀眾對他們有更深入的了解。節目在首映時共吸引750萬人收看，是當日的收視亞軍。同時，這集在影評家間以好評居多，特別是劇中提到的奴隸制度。

## 劇情
博士通過TARDIS把當娜帶到一個冰天雪地的星球。不久後，二人發現一頭奄奄一息，眼睛發紅的渥德星人，後者用最後一口氣指「圓環必須打破」後就死去。博士不明其意但相信這句事出有因。於是，二人來到附近的一座建築物查明因由。在這名為渥德星人分配中心的建築物中，二人被公關莎拉娜當作來這兒參觀的客戶。原來，該分配中心是售賣渥德星人的零售點。博士向當娜解釋渥德星人是一種與生俱來就以服務人類為生存目標的外星人。然而，當娜對這種說法感到懷疑，因她相信沒有生物會無緣無故地去照顧另一種生命體。當娜的質問驚醒了博士，他決定在分配中心四處走走，希望找出答案。
另一方面，研究員瑞德察覺到愈來愈多的渥德星人雙目發紅，行為失常，分配中心已有數名員工死於他們手中。因此，他推測這些渥德星人染病。中心的行政總裁艾利斯·夏賓下令把這些有問題的渥德星人殺死。在博士和當娜那邊，他們發現數頭原始、未經改造的渥德星人被困在15號倉庫的一個鐵籠內。原來，渥德星人原本擁有一個主宰記憶和感情的次級腦，為使他們甘心為人類服務，分配中心的人把他們的次級腦切去，取而代之的是一個翻譯球。至於原始渥德星人，他們的大腦則被電磁屏障操縱，以限制他們的思想。博士和當娜聞之，憤然指示這是不道德的。此時，莎拉娜終於發現博士和當娜根本不在訪客名冊之中，於是將這事告訴夏賓，後者指令保安部長巴特爾追捕二人。博士和當娜難敵一眾保安，終被帶到夏賓面前。
在夏賓的辦公室，博士指責他的所為不仁不義卻得不到回應。這時，原始渥德星人與同類大舉反抗，包括巴特爾、莎拉娜和多名的訪客也被殺死，博士和當娜則在渥德星人的協助下成功逃脫。夏賓認為事態已去不可收復的境地，於是從15號倉庫取出炸藥，以圖炸光所有渥德星人，然後逃走。夏賓的所作所為被博士、當娜和瑞德發現，博士認為渥德星人的反抗是夏賓迫成的，卻不明白何以原始渥德星人在被控制其大腦下能指揮一眾同類起事。原來，瑞德是「渥德之友」的成員。為解放渥德星人，他以研究員的身份潛入分配中心工作，逐步取得控制原始渥德星人大腦的主權。於是，他暗地裡把電磁屏障的功率降至最低，這麼一來他們就有自己的思想，得以反抗。夏賓老羞成怒，在殺害瑞德後試圖槍殺博士和當娜。這時，替夏賓服務的渥德星人西格馬挺身而出，請前者喝下常用的飲料。在飲用後，夏賓即隨變成一頭渥德星人。原來，夏賓平時飲用的生髮飲品其實是「渥德星人轉化液」，為的是向他報復。
在成功解放一眾渥德星人後，博士和當娜決定離開。在離別前，渥德星人的長老們為二人唱出頌歌，卻同時指博士的歌聲「將會結束」。

### 前後連接
在節目開始時，博士向當娜表示他在多個世紀之前曾到過這個星球，指的是1964年播出的〈長老星人〉。隨後，博士在看到渥德星人向當娜介紹他之前見過這外星人，並對他們的死無法釋懷，指的是〈撒旦坑〉的事。來到分配中心，博士得悉他們身處公元4126年，是人類第二帝國的年代。人類帝國是《異世奇人》中一個由人類建立的政權，其統治範圍包括地球和附近的多個星球，也是人類歷史上最強盛的時代。至2015年，《異世奇人》還在漫畫《童話式生活》提到第三人類帝國以及在〈第五帝國〉提及到第四人類帝國。當娜聽到博士指人類將強盛起來後，她感歎人類在21世紀面對種種環境問題，包括全球暖化和蜜蜂消失等，想不到地球在將來竟會強大起來。當中，蜜蜂消失是這個系列的故事線，其原因會在〈被盜地球〉解釋。在劇終時，渥德星人的長老們預言博士的歌聲「將會結束」，指的是他在〈時之終結〉會死去。此外，渥德星人在之後還會登場；如在〈博士之妻〉中出現一頭名為「侄兒」的渥德星人。不過，他的雙目不是紅色或正常的白色，而是綠色。

## 製作

### 劇本創作
將渥德星人原來會在〈42〉中重新出現，但遭到否決。儘管如此，渥德星人還是歸來。拉塞爾·T·戴維斯向《異世奇人雜誌》透露這集有兩個主題：渥德星人的回歸以及奴隸制度。他表示〈撒旦坑〉中，數以百計的渥德星人被吸進黑洞，使他和觀眾留下深刻印象。為了令觀眾對這外星人有更深入的了解，他決定把渥德星人重新帶到劇中，又指節目中會提到他們從這兒來以及什麼驅使他們甘願當人類的僕人。另一方面，他還想加入血汗工廠的元素以及諷刺消費者對產品的來由欠缺認知。在確立這種想法後，他找來基恩·唐普爾編寫這集的劇本。戴維斯認為唐普爾的風格與《異世奇人》相乎，故在系列3已想安排他擔當編劇。
得悉戴維斯的構思後，唐普爾再作潤色及作出提問，表示：「我們與生俱來享有自由是理所當然的。然而，為何有人會放棄這權利？ 這是我想劇中探討的」。取得方向以後，唐普爾勾畫出兩個截然不同的故事：首個構想以〈不可能的星球〉／〈撒旦坑〉合集中的科學家艾達為主角，講述她潛入「渥德星人治療所」進行調查。在過程中，她發現拋棄其母的父親一直暗中幫助這些渥德星人，並得悉父親原來是個好人，徹底顛覆她原來相信的一套。然而，唐普爾意識到這故事太過黑暗而冗長，故在不久後就捨棄此意念。於是，他把故事改為渥德星人被人類操控後大舉反擊。
最終的拍攝劇本與初稿有多個不同之處。首先，唐普爾原計劃博士會與一名叫佩妮的女子來到渥德星球，而非當娜。但後來，他決定讓當娜繼續當博士的同伴。同時，他還安排當娜向博士提問為何渥德星人會樂意為人類效勞，為的是向觀眾展示當娜智慧的一面以及證明她是幫得到博士的人。另外，在原來的劇本中夏賓的毛髮會在脫光後被綁上繃帶，然後變成渥德星人，但劇組認為這幕過於血腥而被修改。被當作商品般賣出的渥德星人原困在鐵籠內，後改為貨櫃之中。

### 拍攝
〈渥德星球〉2007年8月21日開鏡，9月5日殺青。位於南威爾士的泰士圍礦場充當博士和當娜步出TARDIS後以及渥德星人給別他們的地方。拍攝期間正值夏季，電視台特意聘請一間特殊效果公司造出漫天飛雪的效果。其餘的外景分別在聖安森軍用飛行場的一個空置的機庫以及一間位於巴里的混凝土工廠取景。當中，機庫用以充當節目中的15號倉庫，保安部長巴特爾利用機械爪捕追博士也是在這兒攝製。為確保田納特可無須遷就鏡頭地全速奔跑，劇組棄用傳統的推軌拍攝改作把攝影機安裝在單車上，再由車手追著田納特。同時，為拍攝這幕，劇組還租用了25個貨櫃。至於混凝土工廠則是劇中分配中心的戶外場地。TARDIS內部和分配中心的辦公室則拍攝於上布製作室，夏賓辦公室的傢俱擺設參考了電影《2001太空漫遊》以及《發條橙》的風格。
節目中的一些鏡頭由CGI製作，包括機械爪、博士和當娜看到的火箭以及夏賓轉化成渥德星人的一幕等。《異世奇人雜誌》報導，夏賓轉化做渥德星人的製作過程極其繁複，扮演此角的田·麥克納尼須化妝，並在臉上塗上多個紅色和綠色的點，以讓攝影機能捕捉其面部，然後再用CGI技術生成。這幕在拍攝後特效組發現麥克納尼的嘴張得不夠大，使得他們無法繪出夏賓吐出觸鬚的畫面。因此，這一幕需要重拍。此外，這集出現了大量渥德星人，這些外星人全都由真人扮演。為節省成本，電視台從英國多個《異世奇人》展覽點中取回渥德星人的面具和其套裝。這些演員也須跟排舞師學習渥德星人的舉止，令他們看起來更像外星人。
由於播映時間有限，某些鏡頭在播出前被剪去，比如夏賓在捉到博士和當娜後質問他們是否「渥德之友」派來的人、夏賓要求莎拉娜向工人轉告取消員工津貼的消息等。

## 發行和反響
〈渥德星球〉2008年4月19日晚上18:20在BBC One首播。相比上一集，這集提前了25分鐘播出。收視報告指，節目共吸引750萬人通過電視收看，收視率為35%。同時，這集僅次《全英一叮》，是當日的收視亞軍。欣賞指數方面，這集的得分達87分，可歸類為「卓越」級別。
另一方面，《渥德星球》取得混合的評價。Den of Geek網站的約翰·摩根喜歡劇中對使用奴隸和人們對不義之事視而不見的諷刺，但他同時認為塔特的演出流於誇張。IGN的馬特·威爾士在10分為滿分下給此集7分，他對劇中關於籠飼、集中營和奴隸貿易的探索留下印象，並讚揚當娜在劇中發揮的作用。不過，他同時覺得這集的劇情發展得太快而且有些情節是沒有必要的。《泰晤士報》影評人凱特琳·莫蘭欣賞這集，又相信觀眾會感到「星期六晚上的時間過得特別快」。此外，她還非常喜歡博士對「當代奴隸制」的看法。賓·羅森-鐘斯給這集滿分，在《數碼間諜》寫道：「這集令人印象深刻，並真實地反映出人類原始的本性」。

## 資料來源
1. 1 2 3 4 5 6 7 8 9 10 11 12 13 14 15 16 17 18 19 20 21 22  Pixley, Andrew. . Doctor Who Magazine (Panini Comics). 2008-08-14,. The Doctor Who Companion: Series Four (Special Edition 20).
2. ↑  Burk, Graeme; Smith?, Robert.  1st. ECW Press. 2012-03-06: 238-239. ISBN 1-55022-984-2.
3. ↑  Burk, Graeme; Smith?, Robert.  1st. ECW Press. 2012-03-06: 265. ISBN 1-55022-984-2.
4. ↑  The Essential Doctor Who: The Monsters. June 2015: 94–95.
5. ↑  . Doctor Who: A Brief History Of Time (Travel). 2014-07-06  [2015-08-31]. （原始内容存档于2015-09-07）.
6. 1 2 3  . . 第4季. 第3集. 2008-04-19. BBC. BBC Three.
7. ↑  . BBC.   [2010-05-30]. （原始内容存档于2020-09-22）.
8. ↑  . Doctor Who Magazine. September 2007, (399): 11.
9. ↑  Marcus. . Outpost Gallifrey. 2008-04-21  [2008-04-23]. （原始内容存档于2008-09-24）.
10. ↑  John, Moore. . Den of Geek. 2008-04-21  [2015-10-27]. （原始内容存档于2017-05-10）.
11. ↑  Matt, Wales. . IGN. 2008-04-28  [2015-10-27]. （原始内容存档于2016-08-20）.
12. ↑  Moran, Caitlin. . The Times. 2008-04-19  [2008-04-22]. （原始内容存档于2012-01-30）.
13. ↑  Rawson-Jones, Ben. . Cult: Doctor Who - Review. Digital Spy. 2004-04-19  [2008-04-22]. （原始内容存档于2009-07-14）.

## 外部連結
- "Planet of the Ood" 在 BBC《異世奇人》的主頁
- "Planet of the Ood" 在 異世奇人: 時間（旅行）簡史
- "Planet of the Ood" 在 異世奇人參考導覽
- 互联网电影数据库上渥德星球的资料（英文）